# Anisodes thesauri
Anisodes thesauri là một loài bướm đêm trong họ Geometridae.